# 카자흐스탄 축구 연맹
카자흐스탄 축구 연맹(카자흐어: Қазақстанның Футбол Федерациясы, 러시아어: Федерация Футбола Казахстана, 영어: Kazakhstan Football Federation, KFF)은 카자흐스탄의 축구 협회로 축구 리그, 카자흐스탄 프리미어리그, 카자흐스탄 축구 국가대표팀을 조직하고 있으며, 아스타나에 본부를 두고 있다.

## 역사
카자흐스탄 축구 연맹(KFF)은 1992년 카자흐 소비에트 사회주의 공화국 축구 협회(1989년 창설)의 조직 개편과 함께 창립되었다. 같은 해(1992년) KFF는 FIFA와 아시아 축구 연맹(AFC) (혹은 1993년 창설)의 준회원국이 되었다. 창립은 카자흐스탄 축구를 국제적인 기준에 따라 조직하는 시작을 알렸다. KFF는 카자흐스탄에서 스포츠의 왕으로 여겨지는 가장 큰 스포츠 연맹으로 발전하여 스포츠 팬들의 선호도에서 1위를 차지했다.
1992년에는 국내 리그 선수권 대회, 컵대회 등 다양한 프로 수준의 대회를 개최하였다. 준회원 자격으로 국가대표팀 공식 국제 대회에 참가할 수 없게 되어 1992년 중후반과 1994년 4월에는 우즈베키스탄, 키르기스스탄, 타지키스탄, 투르크메니스탄 등 옛 소련 중앙아시아 국가들과 함께 지역 대회에 참가하였다. 1994년, KFF는 마침내 FIFA와 AFC의 정회원국으로 받아들여졌다. AFC 가입은 투표를 거쳐 결정되었다. 중앙아시아를 제외한 국가대표팀과의 첫 경기는 1995년 12월에 열렸다. 같은 해 카자흐스탄을 대표하는 올레크 리트비넨코는 10월 한 달 동안 최고의 아시아 선수로 인정받았다.
2000년에 KFF는 UEFA의 후보 회원이 되었고 2002년 4월 25일에 스웨덴 스톡홀름에서 열린 UEFA 총회에서 정식 회원 자격을 얻었다.
연맹은 2008년 주요 U-17 대회인 카자흐스탄 프레지던츠컵을 신설했고 2014년과 2015년에는 스페인이 우승했다.

## 같이 보기
- 카자흐스탄 축구 국가대표팀
- 카자흐스탄 여자 축구 국가대표팀
- 카자흐스탄 프리미어리그